# Хорошо забытое старое
«Хорошо забытое старое» — мультфильм. «Фэнтези в 3х частях по мотивам фантастики начала XX века» — такой подзаголовок этого мультфильма. Фантазия в стиле «ретро» — говорит голос за кадром. Мультфильм прежде всего по мотивам повести Михаила Булгакова «Роковые яйца», герой которой — профессор Персиков, изобрёл чудодейственный аппарат, увеличивающий рост насекомых.
Последний фильм режиссёра Ефима Гамбурга, законченный уже после его смерти.
Фильм участвовал в конкурсной программе фестиваля Суздаль-2004.

## Создатели
- Режиссёр-постановщик: Ефим Гамбург
- Сценарист: Владимир Валуцкий
- Режиссёр и художник-постановщик: Николай Кошкин
- Оператор: Кабул Расулов
- Продюсер: Эрнест Рахимов
- Композитор: Павел Овсянников
- Звукооператор: В. Фролов
- Звукооформители: В. Круглов, А. Кашин
- Автор текста песни: Юрий Энтин
- Художники-мультипликаторы: Иосиф Куроян, Владимир Шевченко, А. Левчик, Наталия Богомолова, Дмитрий Куликов, О. Баулина, Н. Гуров
- Роли озвучивали: Ирина Муравьёва, Евгений Весник, Павел Винник, Александр Пожаров
- Монтажёр: Ольга Василенко
- Редактор: Наталья Абрамова
- Директор: Е. Куроленкина

## Сюжет
В начале (первые 2 минуты) зритель видит советскую хронику 1920-х годов. Затем видна газета с крупными заголовками: Сенсация века! Лучи роста! Сенсационные опыты профессора Персикова! Тепловые лучи ускоряют рост насекомых!
Далее на экране: ВЕСТИ из-за РУБЕЖА.
Б. фон Франкенштейн: Профессор Персиков сделал великое открытие!
Граф Дракула: Пью за здоровье русского гения!
Доктор Джекил и мистер Хайд: Это кошмарное открытие — угроза мировой цивилизации!
Инженер Гарин: Изобретатель гиперболоида сомневается в возможности увеличить рост живых организмов.
Инженер Лось принимает неизвестные сигналы из космоса: Аэлита!
Директор птицефермы «Красные яички» товарищ Рокк: Вредительский вирус, вызвавший куриный мор, будет найден.
А в городе — лето. На улице фотографы и кинооператор на машине с надписью «Кино-глаз». Они снимают профессора Владимира Персикова в окне его лаборатории. Зеваки просят автограф. К окну проталкивается Рокк: «Я — директор птицефермы. У меня бумага на Ваш аппарат. Я достал лучшие импортные яйца для опытов. С Вашим лучом мы совершим переворот в животноводстве.»
«Я занимаюсь исключительно насекомыми», — отвечает профессор и закрывает окно. Он включает аппарат, но дом сотрясается. «Нет, здесь решительно невозможно спокойно работать!» — восклицает учёный. Перед ним чужой человек в галошах: «Совершенно с Вами согласен. Мы предоставим Вам полную стерильность и секретность. Ваш луч достоин большего! Мы перенесём опыты на людей и создадим расу Атлантов, которая будет править миром! Хайль!» Профессор кричит: «Вон!» А к дому уже подъезжает новая охрана: товарищ Зинаида, товарищ Жук и отряд военных с пулемётами. Ошарашенный профессор собирает аппарат и выходит во двор, где его уже ждёт Рокк с грузовиком. «На дачу», — командует профессор, и Рокк ставит аппарат в кузов. От тряски в пути аппарат включается и облучает куриные яйца в кузове грузовика. У дачи Персиков выходит, а Рокк едет дальше и видит, что из яиц уже вылупляются куры и растут прамо на глазах. Рокк хватает петуха за ногу, но стая улетает вдаль.
А на даче профессор включает телевизор: «Посмотрим, что там нового за рубежом?» и видит на экране.
Профессор Доуэль: «Одна голова хорошо, а две — лучше!»
Доктор Гриффин (Человек-невидимка): «Главное — вовремя остановиться!»
Фантомас: «Фантомас возвращается!»
«Опять ерунду показывают», — вздыхает профессор и выключает телевизор КВНДЪ. А шпион в галошах уже за его спиной похищает аппарат и задевает настройку — теперь его невозможно выключить. Подоспевшие Зинаида и Жук спасают Персикова, но шпион уже уехал на мотоцикле и облучает всех насекомых на пути. Зинаида, Жук и профессор на автомобиле устремляются в погоню и видят гигантских насекомых. Товарищ Жук едет в город с сообщением об опасности, а Зинаида идёт следом за профессором. Она находит его изрядно помолодевшим — сам Персиков объясняет это тем, что его укусил комар (аллюзия к произведению Александра Богданова «Красная звезда»). Шпиона с аппаратом схватили муравьи и потащили к себе в муравейник. Профессор направляет муравьёв по ложному пути в болото, где они и тонут вместе с аппаратом (шпион уплывает). А вокруг полно громадных насекомых, которые откладывают много яиц. Вскоре множество насекомых нападают на город. Люди сражаются на земле и в воздухе. Они стреляют из пулемётов, пушек и танков. Лётчики сбрасывают коробки с ДДТ (инсектицид) и сбивают в воздухе гигантских бабочек и других крылатых насекомых. Но насекомых слишком много, они всё растут и врываются в город. И вдруг хитиновый покров самых крупных насекомых начинает разрушаться и рассыпаться, не выдержав веса гигантов. Люди спасены! Зинаида и помолодевший профессор хотят пожениться.
Строго секретно: «Точку ставит рано приступайте исполнению задания взять под контроль опыты клонирования вертолёт выслан центр»

## Критика и отзывы
- По мнению журнала «Мир фантастики», мультфильм «Хорошо забытое старое» является лучшей экранизацией повести «Роковые яйца»[2].